# Heteroserolis tuberculata
Heteroserolis tuberculata är en kräftdjursart som först beskrevs av Grube 1875.  Heteroserolis tuberculata ingår i släktet Heteroserolis och familjen Serolidae. Inga underarter finns listade i Catalogue of Life.